# Чжан Вэньюэ
Чжан Вэньюэ (род. в октябре 1944, провинция Фуцзянь), глава парткома КПК пров. Ляонин в 2007-2009 годах и губернатор той же провинции в 2004-2007 годах.
Член КПК с 1965 года, член ЦК КПК 15 и 17 созывов (кандидат 16 созыва). Депутат ВСНП 10-11 созывов.

## Биография
По национальности хань.
Окончил Пекинский геологический институт (1967).
В 1990-95 годах замминистра геологии и минеральных ресурсов.
В 1995-2001 годах замглавы парткома Синьцзяна. В 1997-99 годах командующий Синьцзянским производственно-строительным корпусом, сменил его Чжан Цинли. В 1999-2001 годах зампред регионального правительства Синьцзяна.
С 2001 года замглавы парткома пров. Ляонин (Северо-Восточный Китай), 2002-2004 гг. пред. НПКСК провинции, в 2004-2007 годах губернатор, в 2007-2009 годах глава парткома пров. Ляонин и пред. ПК СНП провинции (по 2010).
В 2009-2013 гг. зампред Комитета по вопросам охраны окружающей среды и ресурсов ВСНП 11 созыва.